# 上山 (横浜市)
上山（かみやま）は神奈川県横浜市緑区の町名。現行行政地名は上山一丁目から上山三丁目。住居表示実施済み区域。

## 地理
緑区の南東部に位置し、東に白山、西と北にかけて中山、南西に寺山町、北東に都筑区佐江戸町と接している。

### 面積
面積は以下の通りである。
| 丁目       | 面積（km²） |
| ---------- | ----------- |
| 上山一丁目 | 0.177       |
| 上山二丁目 | 0.205       |
| 上山三丁目 | 0.157       |
| 計         | 0.539       |

## 歴史

### 沿革
かつて横浜市編入前のこの場所は、都筑郡新治村大字上猿山と大字下猿山の一部であった。
- 1939年（昭和14年）4月1日 - 横浜市に編入。「猿」は「去る」に通じることから「上猿山」から「猿」を除き、横浜市港北区上山町となる。
- 1969年（昭和44年）10月1日 - 行政区再編成により、緑区を新設。横浜市緑区上山町となる[7]。
- 1990年（平成2年）7月9日 - 住居表示実施に伴い、白山町の一部を上山町に編入。上山町の一部を白山三丁目へ編入[8]。
- 1994年（平成6年）11月6日 - 行政区再編成により、緑区を再設置。横浜市緑区上山町となる[9]。
- 2001年（平成13年）10月22日 - 住居表示実施に伴い上山町、中山町、寺山町の各一部から上山一丁目、上山二丁目、上山三丁目を新設、上山町の残部は中山町に編入、上山町は廃止となる[10]。

### 町名の変遷
| 実施後     | 実施年月日                 | 実施前（各町名ともその一部） |
| ---------- | -------------------------- | ---------------------------- |
| 上山一丁目 | 2001年（平成13年）10月22日 | 上山町、中山町の各一部       |
| 上山二丁目 | 2001年（平成13年）10月22日 | 上山町、中山町の各一部       |
| 上山三丁目 | 2001年（平成13年）10月22日 | 上山町、寺山町の各一部       |

## 世帯数と人口
2025年（令和7年）6月30日現在（横浜市発表）の世帯数と人口は以下の通りである。
| 丁目       | 世帯数    | 人口    |
| ---------- | --------- | ------- |
| 上山一丁目 | 500世帯   | 1,169人 |
| 上山二丁目 | 841世帯   | 1,670人 |
| 上山三丁目 | 793世帯   | 1,897人 |
| 計         | 2,134世帯 | 4,736人 |

### 人口の変遷
国勢調査による人口の推移。
| 年                 | 人口  |
| ------------------ | ----- |
| 1995年（平成7年）  | 4,152 |
| 2000年（平成12年） | 4,251 |
| 2005年（平成17年） | 4,859 |
| 2010年（平成22年） | 4,990 |
| 2015年（平成27年） | 4,875 |
| 2020年（令和2年）  | 4,923 |

### 世帯数の変遷
国勢調査による世帯数の推移。
| 年                 | 世帯数 |
| ------------------ | ------ |
| 1995年（平成7年）  | 1,320  |
| 2000年（平成12年） | 1,471  |
| 2005年（平成17年） | 1,734  |
| 2010年（平成22年） | 1,835  |
| 2015年（平成27年） | 1,852  |
| 2020年（令和2年）  | 1,933  |

## 学区
市立小・中学校に通う場合、学区は以下の通りとなる（2024年11月時点）。
| 丁目       | 番地 | 小学校             | 中学校             |
| ---------- | ---- | ------------------ | ------------------ |
| 上山一丁目 | 全域 | 横浜市立中山小学校 | 横浜市立中山中学校 |
| 上山二丁目 | 全域 | 横浜市立上山小学校 | 横浜市立中山中学校 |
| 上山三丁目 | 全域 | 横浜市立上山小学校 | 横浜市立中山中学校 |

## 事業所
2021年（令和3年）現在の経済センサス調査による事業所数と従業員数は以下の通りである。
| 丁目       | 事業所数 | 従業員数 |
| ---------- | -------- | -------- |
| 上山一丁目 | 42事業所 | 1,891人  |
| 上山二丁目 | 28事業所 | 333人    |
| 上山三丁目 | 29事業所 | 147人    |
| 計         | 99事業所 | 2,371人  |

### 事業者数の変遷
経済センサスによる事業所数の推移。
| 年                 | 事業者数 |
| ------------------ | -------- |
| 2016年（平成28年） | 79       |
| 2021年（令和3年）  | 99       |

### 従業員数の変遷
経済センサスによる従業員数の推移。
| 年                 | 従業員数 |
| ------------------ | -------- |
| 2016年（平成28年） | 1,414    |
| 2021年（令和3年）  | 2,371    |

## 交通

### 道路
- 神奈川県道45号丸子中山茅ヶ崎線
- 神奈川県道109号青砥上星川線

## 施設
- 横浜市立上山小学校
- ヤマダデンキ テックランド上山店
- フジッコ 横浜工場
- ユニバーサルハウス　マリアの丘

## その他

### 日本郵便
- 郵便番号 : 226-0012[3]（集配局：緑郵便局[20]）

### 警察
町内の警察の管轄区域は以下の通りである。
| 丁目       | 番・番地等 | 警察署   | 交番・駐在所 |
| ---------- | ---------- | -------- | ------------ |
| 上山一丁目 | 全域       | 緑警察署 | 中山駅前交番 |
| 上山二丁目 | 全域       | 緑警察署 | 中山駅前交番 |
| 上山三丁目 | 全域       | 緑警察署 | 中山駅前交番 |